# San Isidro Air Base
San Isidro Air Base (IATA: ZXD, ICAO: MDSI) – wojskowy port lotniczy położony 25 kilometrów na wschód od Santo Domingo, w Dominikanie.